# Vittorio Sermonti
Vittorio Sermonti (Roma, 26 settembre 1929 – Roma, 23 novembre 2016) è stato uno scrittore, traduttore, regista televisivo e di teatro, e dantista italiano.

## Biografia
Vittorio Sermonti nacque a Roma nel 1929, sesto di sette figli, da Alfonso, avvocato di origini pisane, e da madre palermitana (figlia di Giuseppe Marchesano): da bambino vedeva circolare in casa personaggi come Vittorio Emanuele Orlando (suo padrino di nascita), Luigi Pirandello, Alberto Beneduce, Enrico Cuccia. Suo fratello Giuseppe fu un genetista di fama mondiale. Un altro suo fratello era lo storico e politico Rutilio Sermonti, scomparso nel 2015.
Scrittore, saggista, traduttore, regista di radio e tv, giornalista, docente di italiano e latino al liceo «Tasso» di Roma (1965-1967) e di tecnica del verso teatrale all'Accademia Nazionale d'Arte Drammatica (1973-1974), consulente CEE (1985-1988), poeta e lettore di poesia, si è sempre occupato dell'energia vocale latente nei testi letterari, ossia del rapporto fra la scrittura e la voce.
Cresciuto nel perimetro di Niccolò Gallo con Giorgio Bassani, Cesare Garboli, Antonio Delfini, Pier Paolo Pasolini, Goffredo Parise e molti altri, Sermonti fu promosso per le stampe da Roberto Longhi (è stato redattore di «Paragone»). Nel 1963, tardivamente, si laureò con lode all'Università La Sapienza di Roma in Filologia moderna con una tesi su Lorenzo Da Ponte, avendo come relatori Natalino Sapegno e Giovanni Macchia. Nel 1956, per meno di un anno, fu iscritto al PCI. Nel 1956-57 visse a Brema, nel 1967-68 a Praga, dal 1975 al 1979 a Torino, dove diresse il Centro Studi del Teatro Stabile.
Sermonti collaborò a diversi giornali: L'Unità tra il 1979 e il 1982, Il Mattino nel 1985-86, il Corriere della Sera dal 1992 al 1994). 
Nelle sue centoventi regie per la radio (1958-1984), ha lavorato con i più grandi attori del tempo: da Renzo Ricci a Vittorio Gassman, da Paolo Poli a Carmelo Bene, da Sarah Ferrati a Valeria Moriconi.

## Vita privata
Dal primo matrimonio con Samaritana Rattazzi (figlia di Susanna Agnelli) nacquero tre figli: Maria, Pietro e Anna. Dal 1983 alla morte Sermonti visse a Roma con Ludovica Ripa di Meana, poetessa, sposata nel 1992.

## Carriera
Ha pubblicato in volume quattro romanzi (La bambina Europa; Giorni travestiti da giorni; Novella storica su come Pierrot Badini sparasse le sue ultime cartucce; Se avessero), un libro di racconti praghesi (Il tempo fra cane e lupo, Bompiani 1980), un saggio-epopea sui campionati del mondo di calcio (Dov'è la vittoria?, Bompiani 1983); tre volumi danteschi in forma di racconto critico (L'Inferno di Dante, Rizzoli 1988; Il Purgatorio di Dante, 1990; Il Paradiso di Dante, 1993: i primi due con la supervisione di Gianfranco Contini; il terzo con la revisione di Cesare Segre: adattati per l'uso scolastico, B. Mondadori 1996, e riediti tutti con ampie modifiche nel 2001); un libro di versi (Ho bevuto e visto il ragno. Cento pezzi facili, Il Saggiatore, 1999) e nel 2009, sempre per Rizzoli, un volume di saggistica varia e stravagante: Il vizio di leggere. Inoltre, ha pubblicato in rivista («Paragone», «Palatina», ecc.) o in volumi miscellanei una serie di saggi su Mozart, Lorenzo Da Ponte, Emanuel Schikaneder, Pietro Metastasio, Ettore Petrolini, August Strindberg e altri personaggi.
Per la radio, ha scritto un gran numero di programmi, fra i quali quattro «Interviste impossibili»: con Giulio Cesare, Marco Aurelio, Otto von Bismarck, Vittorio Emanuele II (poi in volume, Bompiani 1976-77), oltre alla primissima versione delle «letture» dantesche (1987-1992, poi ritrasmesse più volte).
Nel bicentenario leopardiano, ha scritto un libretto d'opera per Giorgio Battistelli (Giacomo mio, salviamoci! Macerata 1998); per il centenario verdiano 14 racconti estratti dalle partiture di 14 opere verdiane (Sempreverdi, Rizzoli 2002: eseguiti da lui stesso come voce recitante con musiche di compositori vari, tra i quali Michele Dall'Ongaro, Fabrizio De Rossi Re e Matteo d'Amico al Forte Spagnolo dell'Aquila, 2001-2002); il libretto di Gesualdo, Considered as a Murderer per Luca Francesconi (Amsterdam, 2004). Nel 2007 ha pubblicato per Rizzoli L'Eneide di Virgilio (traduzione scandita da 24 introduzioni); nella primavera del 2012 ha finito la traduzione delle Metamorfosi di Ovidio. Nel settembre 2012 Giunti editore ha pubblicato e messo in rete la versione definitiva della Commedia di Dante in CD, in eBook e in eVoiceBook.
Negli anni, ha scritto e curato inoltre la messinscena di tre spettacoli-collages (La religione del profitto, La mossa del cavallo e Amor circulus est bonus, Torino, stagioni 1977-78 e 1978-79). A cavallo del millennio si è prodotto in un gran numero di conferenze-spettacolo su temi danteschi (Virgilio al limbo, Mantova 1996; Il Diktat della memoria, Parma, 1996; L'altre stelle nel mezzo, Ginevra 1998; Dante, scienza e conoscenza, Genova 2003; La spiaggia, Il monte, Il giardino, tre serate sulla musica nel Pg, Lugano 2007, Dante per voce sola, Aosta 2011) e virgiliani (L'eroismo al tempo di Virgilio, Gorizia 2007, Enea non era vergine, Parma, 2007, ecc.); ha poi scritto ed eseguito V. D. V., tre momenti della storia d'Italia nella sua lingua, Perugia e Camera dei Deputati, 2011.
Per il palcoscenico, per l'editoria e/o per la radio-televisione ha molto tradotto: da Plauto (Miles Gloriosus), da Molière (Amphitryon, Misanthrope, Tartuffe, Dom Juan, Malade Imaginaire), da Racine (Athalie), da Jean-Paul Sartre (Les mains sales), da Gotthold Ephraim Lessing (Nathan der Weise), da Friedrich Schiller (Die Räuber, Don Carlos, Demetrius, la trilogia di Wallenstein), da Frank Wedekind (Musik), da Hugo von Hofmannsthal (Der Unbestechliche), e inoltre ha condotto la versione ritmica di Orphée aux Enfers di Offenbach (1978),ecc. Ma ha tradotto anche di poesia (Rainer Maria Rilke, Venanzio Fortunato, Antonio Machado, ecc.), e con Saverio Vertone perfino un ponderoso testo di economia finanziaria (Das Finanzkapital di R. Hilferding, Feltrinelli 1960).

## Letture dantesche e virgiliane
Nel 1987 la RAI affidò a Sermonti la registrazione radiofonica di tutti i cento canti della Commedia di Dante, da lui introdotti con una premessa critica del testo. Per questo sforzo si avvalse della collaborazione del filologo Gianfranco Contini, portando a termine la registrazione nel 1992. Nel 1995 iniziò le sue letture pubbliche della Commedia, ampliando le proprie osservazioni critiche, nella basilica di San Francesco a Ravenna, davanti a migliaia di persone; tra il 2000 e il 2002, aggiornando la parte critica, replicò ai Mercati di Traiano e al Pantheon di Roma; dal 2003 al 2005 fu a Firenze (Cenacolo di Santa Croce) e a Milano (Santa Maria delle Grazie); nel 2006 a Bologna (Santo Stefano). Le letture continuarono in altre piazze d'Italia e pure in Svizzera, Spagna, Regno Unito, Argentina, Cile, Uruguay, Israele, Turchia.
Negli autunni del 2006 a Milano e del 2007 Roma lesse in pubblico la sua nuova traduzione dei dodici libri dell'Eneide (in prosa). Fra l'autunno 2009 e la primavera 2010 ha registrato per intero, con la regia di Ludovica Ripa di Meana, la versione definitiva dei cento commenti-racconto e delle cento letture della Commedia di Dante, dei dodici libri dell'Eneide e di 14 «racconti verdiani». Nel giugno 2012 ha registrato, con la medesima regia, la sua traduzione delle Metamorfosi di Ovidio.

## Affiliazioni
È stato membro dell'Accademia nazionale virgiliana di Mantova, membro d'onore della « Dante Alighieri » di Parigi, membro dell'Aspen Institute Italia e cittadino onorario di Ravenna e di Palermo.

## Opere

### Narrativa
- La bambina Europa, Firenze, Sansoni, 1954.
- Giorni travestiti da giorni, Milano, Feltrinelli, 1960.
- Novella storica su come Pierrot Badini sparasse le sue ultime cartucce, Milano, Garzanti, 1968.
- Il tempo fra cane e lupo, Milano, Bompiani, 1980; Milano, Rizzoli, 1989. ISBN 88-17-66660-2.
- Se avessero, Milano, Garzanti, 2016, ISBN 978881167017-9

### Poesia
- Ho bevuto e ho visto il ragno. Cento pezzi facili, Milano, Il Saggiatore, 1999. ISBN 88-428-0759-1.

### Saggistica
- Dov'è la vittoria? Cronaca delle cronache dei Mondiali di Spagna, Milano, Bompiani, 1983.
- La Commedia di Dante: indice, a cura di Silvia De Laude, Rizzoli, Milano 2001, Premio Nazionale Rhegium Julii, saggistica[2]
- Sempreverdi: 14 opere in forma di racconto, Milano, Rizzoli, 2002, ISBN 978-88-17-86980-5.
- Il vizio di leggere, Collana Saggi italiani, Milano, Rizzoli, 2009, ISBN 978-88-17-03298-8.
- Dante per voce sola, Collana Fondazione Natalino Sapegno, Torino, Nino Aragno, 2012, ISBN 978-88-8419-577-7.
- Il vizio di scrivere, Collana Saggi italiani, Milano, Rizzoli, 2015, ISBN 978-88-17-08430-7.
- L'ombra di Dante, nota introduttiva di Ludovica Ripa di Meana, Collana Saggi, Milano, Garzanti, 2017, ISBN 978-88-116-7641-6.

### Curatele
- L'Inferno di Dante. Con la supervisione di Gianfranco Contini, Milano, Rizzoli, 1988, ISBN 88-17-85725-4.
- Il Purgatorio di Dante. Con la supervisione di Gianfranco Contini, Milano, Rizzoli, 1990, ISBN 88-17-84055-6.
- Il Paradiso di Dante. Revisione di Cesare Segre, Milano, Rizzoli, 1993, ISBN 88-17-84228-1.

#### Edizioni rivedute
- L'Inferno di Dante, Collana Classici, Milano, BUR, 2015, ISBN 978-88-17-07584-8. - Collana Elefanti bestseller, Milano, Garzanti, 2021, ISBN 978-88-118-1822-9.
- Il Purgatorio di Dante, Collana Classici, Milano, BUR, 2015, ISBN 978-88-17-07585-5. - Collana Elefanti bestseller, Milano, Garzanti, 2021, ISBN 978-88-118-1823-6.
- Il Paradiso di Dante, Collana Classici, Milano, BUR, 2015, ISBN 978-88-17-07461-2. - Collana Elefanti bestseller, Milano, Garzanti, 2021, ISBN 978-88-118-1824-3.

### Traduzioni
- L'Eneide di Virgilio, Milano, Rizzoli, 2007, ISBN 978-88-17-01271-3.
- Le metamorfosi di Ovidio, Milano, Rizzoli, 2014, ISBN 978-88-17-07263-2. - Collezione I Libri della Spiga, Milano, Garzanti, 2023, ISBN 978-88-110-0004-4.

### Studi su Sermonti
Monica Lanzillotta, Travasar «da voce a voce»: le Metamorfosi di Ovidio tradotte da Vittorio Sermonti, in Scrittori che traducono scrittori. Traduzioni 'd'autore' da classici latini e greci nella letteratura italiana del Novecento. Serie II, a cura di M. Lanzillotta, Alessandria, Edizioni dell'Orso, 2019, pp. 247-272.
Monica Lanzillotta, Sempreverdi. Quattordici opere di Verdi trasposte in racconto da Vittorio Sermonti, in Gli attrezzi delle Muse. Itinerari fra poesia e musica dalla modernità all’estremo contemporaneo, a cura di C. Tirinanzi De Medici, Roma, Carocci, 2024, pp. 125-140.